# Kosteaneț, Dubno
Kosteaneț (în ucraineană Костянець) este un sat în comuna Mîrohoșcea Perșa din raionul Dubno, regiunea Rivne, Ucraina.

## Demografie
Componența lingvistică a localității Kosteaneț
     Ucraineană (99,75%)
     Alte limbi (0,25%)
Conform recensământului din 2001, majoritatea populației localității Kosteaneț era vorbitoare de ucraineană (99,75%), existând în minoritate și vorbitori de alte limbi.